# Accord de service
 (août 2014).
L’accord de service, également appelé contrat de service, est un contrat conclu entre un client et un fournisseur, pouvant tous deux être internes ou externes à la même entreprise. 
Ce  contrat permet au prestataire non pas de vendre un bien mais de mettre à disposition de son cocontractant, son client, son savoir-faire dans un domaine spécifique et déterminé. Il s’agit en quelque sorte d’une « vente de service ». Ainsi, l’objet du contrat sera un service, que le prestataire va proposer à son client.
Le contrat de service client-fournisseur est un engagement réciproque, qui modifie profondément les relations entre les services, car il oblige à des contacts débouchant sur des négociations formelles afin de clarifier les échanges, et dissiper malentendus et incompréhension. Il est formellement encadré par la loi et la jurisprudence, et sera preuve référente en cas de litiges entre les parties. 

## Objectifs
Il définit les conditions dans lesquelles le client pourra faire appel aux services du prestataire (installation d'équipement informatique, maintenance etc.), et pose le cadre général des futures demandes de travaux. 
L'intérêt de ce contrat est de permettre au client d'avoir un interlocuteur unique pour la réalisation des services informatiques nécessaires à son activité.
L’accord s’appuie sur les attentes des utilisateurs pour ce service et sur les engagements pris par le prestataire. Ainsi, ces engagements expriment clairement les niveaux de qualité et recherchent la satisfaction des utilisateurs.
Cet accord est  rédigé de façon à protéger en priorité les intérêts du client. Il permet notamment de prévoir :
- les moyens mis en œuvre par le prestataire.
- les règles de détermination de la propriété des réalisations (ex : titularité du droit d'auteur sur les modifications apportées aux logiciels utilisés).
- les règles de détermination de la responsabilité de chacun en cas de dommage causé par les services fournis.
- les frais supplémentaires et les paramètres qui déclencheront différents niveaux de soutien ou d’attention.

## Approbation et mise à jour
Rédigé par le prestataire de service, le contrat doit être approuvé par la hiérarchie informatique, la hiérarchie utilisateur et le comité approprié avec l'avis des services juridiques, financiers et des RH.
Sa mise à jour doit être faite au moins une fois par an, après audit et estimation du retour sur investissement.

## Contenu
Le contrat de service décrit, pour une application donnée, le niveau de fonctionnement que son propriétaire s'engage à fournir à l'utilisateur. 
Ce contrat indique les services fournis et leur coût, et est établi par le prestataire de services. Généralement, les contrats de service se basent sur un abonnement mensuel (incluant un nombre donné de minutes) avec facturation des minutes supplémentaires, également nommé forfait.
L’office Mondial de la Propriété Intellectuelle (OMPI) et l’ASPIC ont mis au point des bonnes pratiques, afin de prévenir certains litiges fréquents entre l’ASP et son client. Les éléments principaux devant être contenus dans un contrat sont :
- PARTIES
- OBJET DU CONTRAT
- OBLIGATIONS DU PRESTATAIRE
- OBLIGATIONS GENERALES DU CLIENT
- RECEPTION
- PROPRIETE
- DECLARATIONS ET GARANTIES DES PARTIES
- CONFIDENTIALITE
- CONDITIONS FINANCIERES (Prix des services, Echéances, Modalités de paiement)
- LIMITATION DE RESPONSABILITE - GARANTIES – PENALITES
- RESILIATION ANTICIPEE
- EFFET – DUREE
- RUPTURE AMIABLE
- MODIFICATION DU CONTRAT - INTEGRALITE DES ENGAGEMENTS
- CESSION ET SOUS-TRAITANCE DU CONTRAT
- DROIT APPLICABLE - LANGUE DU CONTRAT
- DIFFERENDS
- FRAIS ET HONORAIRES
- SIGNATURE DES PARTIES

La rédaction d’un contrat de service nécessite d’avoir une connaissance complète du service que l’on vend.

## Droits et obligations des cocontractants
Le fournisseur de services doit dans le cadre de l’exécution d'un contrat de service respecter plusieurs obligations générales :
- être prudent dans sa façon de travailler ;
- agir dans l'intérêt du client par tous les moyens raisonnables dans le but d'atteindre les résultats fixés ;
- respecter les délais et les modalités du contrat ;
- suivre "les règles d'arts", standards et directives en vigueur dans son domaine.

Le fournisseur de services peut donc mettre fin au contrat de service en arrêtant de fournir le service. Il peut le faire sans l’autorisation du client, et ce, même si le service n’est pas encore terminé à condition d'avoir un motif sérieux (exemple : le client nuit à plusieurs reprises à l'exécution du service, le client refuse de coopérer…).

L'utilisateur/ client, quant à lui doit respecter l'autonomie du fournisseur, ce qui est la principale différence entre un contrat de travail et un contrat de service. Il a également l’obligation de rémunérer le fournisseur pour sa prestation. Comme le fournisseur, le client à également le pouvoir de mettre fin au contrat à condition d'avoir un motif sérieux.

## Avantages du contrat de service
- La simple existence de cette démarche chez un fournisseur constitue déjà une garantie : elle montre que la qualité de service est un élément important qui sera abordé sérieusement dans le cadre des relations client-fournisseur. À l’intérieur de l’accord de service se trouve le contrat de niveau de service (Service Level Agreement) qui indique la qualité de service requise.
- L’accord de service est un contrat dans lequel se trouvent des engagements écrits, ce qui oblige le fournisseur à respecter l’ensemble des services qu’il propose. Ainsi, il ne peut annoncer des performances qu’il n’assurerait pas.
- L’avantage concurrentiel pour les fournisseurs est important mais il demande des moyens et impose d’avoir un service à la fois maitrisé et compétitif. De plus, le fait de maitriser et de connaitre parfaitement le service que l’on vend ne présente pas seulement un intérêt commercial, mais aussi un intérêt dans le fonctionnement interne de l’entreprise.
- Accès à une main d’œuvre plus qualifiée et spécialisée.
- Permet plus de flexibilité et de réactivité.
- Création de valeur ajoutée car on produit pour une qualité supérieure à prix égal.
- Possibilité de négocier des tarifs plus bas avec les sous-traitants.

## Inconvénients du contrat de service
- La mise en place d’un contrat de service coûte cher. Elle est donc réservée principalement à de gros fournisseurs pour de gros clients.
- La qualité de service est une notion complexe qui peut se dégrader violemment sous l’action d’un seul maillon faible ; ainsi, pour qu’un fournisseur soit en position de garantir ses prestations par contrat, il faut que ses propres fournisseurs garantissent les leurs.
- Perte du contrôle de la technologie.
- Perte de confidentialité.
- Dépendance envers le prestataire.

## Les causes d'échecs d'un contrat de service
La cause principale de litiges réside dans le processus de négociation. Ce processus de rapprochement n’est pas aisé, et devra parfois nécessiter l’intervention de tiers.
Vu la complexité du secteur de l’IT et du marché de l’ASP, un contrôle est très difficile mais s’avère, pour la même raison, essentiel. Le client se doit donc de mettre en place un système spécialement conçu (un logiciel par exemple) pour effectuer le suivi des niveaux de service se trouvant dans le SLA , ainsi que le contrôle des procédures de rapport, de modifications des services ou de la gestion des conflits.
Les spécifications sont souvent lacunaires : soit qu’elles ne sont pas claires, soit qu’elles sont incomplètes.
Par ailleurs, la plupart des SLA se concentrent trop sur les efforts et moyens déployés par un prestataire de service dans le cadre de tel ou tel problème, en oubliant qu’il y a un résultat à atteindre.
Le prix est souvent mal défini. Si l’on rentre dans une logique de forfait, il est alors très difficile pour le client de déterminer un rapport prix/exécution.
Enfin, au vu de tous les éléments précités, le SLA sera souvent considéré et rédigé comme un document hautement technique, dont la compréhension est réservée à des initiés
Le but final étant de rendre l'ensemble du processus plus accessible et compréhensible pour un plus large échantillon de personne, et non plus au seul cadre technique.

## L’externalisationdes services informatiques
Les services informatiques constituent un domaine qui permet d’externaliser des prestations qui ne sont pas liées au métier de l’entreprise. Cela lui permet de se recentrer sur son métier, de bénéficier d’un service de qualité puisque l’on s’adresse à un spécialiste.
De nombreux services peuvent être externalisés, tels que :
- Sauvegarde des données.
- Hébergement d’un site internet.
- Gestion du réseau et des serveurs.
- Développement de logiciels.
- Maintenance et assistance aux utilisateurs.

Afin de bénéficier d’une externalisation efficace, il est nécessaire de définir :
- Les services attendus et leur niveau requis.
- Un niveau de qualité.
- Les responsabilités des contractants.
- Les modalités de contrôle et les indicateurs de mesure de la performance.
- Les solutions palliatives en cas de défaillances.

En fonction des besoins, le contrat de service peut évoluer vers une infogérance complète, dans laquelle la totalité de l'informatique de la société est prise en charge. Le client bénéficie ainsi d'un service informatique disponible toute l'année, pour un coût maitrisé en fonction de ses besoins réels. 

## Accord de service et  certificationITIL
ITIL a pour objectif d’optimiser la gestion des services.
Partant de la notion de centre de services, elle assure que l’utilisateur bénéficie d’un accès aux services attendus.
Afin d’obtenir  la certification ITIL, l’organisation du service support doit être structurée de la façon suivante :
- Service DESK (centre de service), il est orienté dans une optique de satisfaction client. C’est une interface avec tous les autres services de l’ITIL.
- Incident Management (gestion des incidents), l’objectif est de rétablir le fonctionnement du service  dans les meilleurs délais en cas de défaillance.
- Problem Management (gestion des problèmes), l’objectif est de détecter les causes des incidents et de mettre en place des mesures préventives.
- Change management (gestion du changement), le système évolue, il est donc nécessaire d’anticiper et de prendre des mesures préventives.
- Release Management (gestion de la mise en production des versions).
- Configuration Management (gestion de la configuration).

## Sources
- Réflexion sur l'accord de service
- Objectif, Mise à jour, Approbation
- Illustration au CNRS